# Popularismo

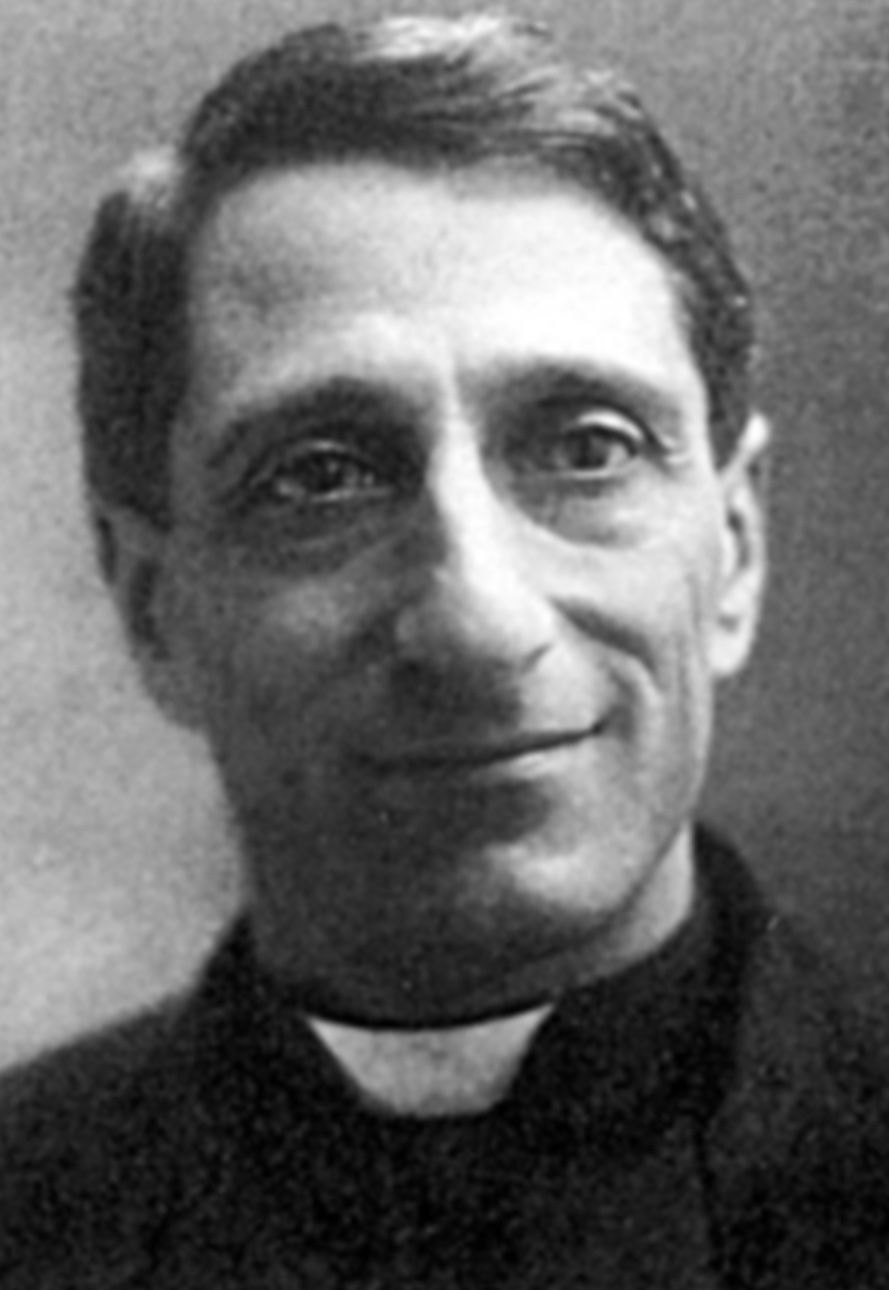
Don Luigi Sturzo, um dos principais teóricos da democracia cristã e expoente máximo do Popularismo.

Popularismo é uma doutrina política democrática cristã centrista concebida por Don Luigi Sturzo que foi a base ideológica do Partido Popular Italiano (1919) e mais tarde da Democracia Cristã, o partido democrata-cristão italiano do pós-guerra de Alcide De Gasperi, que, em parte por causa de seu curso centrista de 1944 até o desmembramento da primeira República italiana em 1994, foi ininterrupto no poder e participou de ambas - e geralmente também liderou - coligações de centro-direita e centro-esquerda. É uma escola de pensamento distinta da esquerda cristã e das correntes mais conservadoras da democracia cristã distantes da direita cristã, posicionando-se como alternativa ao socialismo e ao liberalismo, anticomunista e antifascista e não deve ser confundido com populismo. 

Símbolo do Partido Popular Italiano (1919).

Símbolo da Democracia Cristã.

Na democracia cristã, o uso do nome de Partido Popular é generalizado, tanto que os democratas-cristãos europeus decidiram nomear o Partido Popular Europeu como seu partido em 1976. "Popular" ou "do povo" neste contexto tem dois significados. A primeira é a ideia de que os partidos democrata-cristãos devem tentar trabalhar em prol de uma política que seja para o bem de todos os membros da sociedade, em oposição a partidos que promovem o bem de um grupo específico (ou seja, classe). A segunda refere-se a uma sociedade onde as pessoas vivem numa espécie de harmonia e onde as pessoas e grupos se interessam e se preocupam uns com os outros.
A nível económico, o popularismo olha para a economia social de mercado derivada da doutrina social da Igreja Católica. Em última análise, baseia-se na cooperação e colaboração entre as classes sociais e não no antagonismo entre elas e na defesa da propriedade privada e do Estado de bem-estar. A defesa da liberdade económica de Don Sturzo no início dos anos 1950 contra o estatismo excessivo deve ser lembrada. Os seguidores desta teoria, especialmente nas suas encarnações dentro do Partido Popular Italiano (1919) e da Democracia Cristã, foram renomeados como "populares". A nível social, promoveu a constituição de cooperativas para melhorar a situação dos pequenos agricultores e dos autónomos.
Hoje, os partidos políticos de centro-esquerda e centro-direita na Itália reclamam o legado histórico do popolarismo de Don Sturzo.

## Pelo mundo
O Partido Popular Democrático Francês formado em 1924 foi ideologicamente inspirado pelo popularismo de Sturzo e o seu Partido Popular Italiano.